# Кула (град)
Вижте пояснителната страница за други значения на Кула.
Ку̀ла е град, разположен в Северозападна България, административен център на община Кула, област Видин. Градът е трети по големина в областта след Видин и Белоградчик.
По данни на ГРАО към 15 юни 2023 г. в града живеят 2642 души по настоящ адрес и 2873 души по постоянен адрес.

## География
Кула се намира на 30 км западно от Видин и на 13 км от границата със Сърбия, на която се намира контролно-пропускателният пункт Връшка чука.

## История
Историческите сведения сочат, че тук, съвсем близо до началото на Стара планина, човекът е потърсил място за пребиваване и убежище още в праисторическо време. По време на Римската империя градът се нарича Кастра Мартис.
По време на османското владичество градът е център на нахия с името Адлиѐ (буквално „съдилище“). В края на XVIII и началото на XIX век тук се установяват преселници от Тетевенско, като и до днес местният диалект е силно повлиян от централния балкански говор, контрастирайки с околните преходни и северозападни говори.
В 1858 година дебърски майстори построяват храма „Св. св. Петър и Павел“. Стенописите са от 1902 година – дело на Данаил Несторов, дар според надписа при изображението на Свети Николай от семейство Дичови.
През 1879 г. Феликс Каниц свидетелства за сръбската окупация на селището през Сръбско-турската война (1876), за смесеното население, включващо татари и черкези и за новите пощенски връзки с Видин.
С решение на кабинета на министър-председателя Драган Цанков, утвърдено с Указ № 317 на княз Александър Батенберг от 26 юни 1880 г. (обн., ДВ, бр. 55 от 5 юли с. г.) е образувана Адлийска (Кулска) околия, част от Видинското окръжие.
В първите години на XX век градът е известен с трайната си подкрепа за Демократическата партия.
По време на колективизацията в града е създадено Трудово кооперативно земеделско стопанство „Мичурин“ по името на съветския агроном Иван Мичурин. През 1950 – 1951 година 8 семейства (31 души) от града са принудително изселени от комунистическия режим.

## Население
Численост на населението според преброяванията през годините:
| \| Година на преброяване \| Численост \| \| --------------------- \| --------- \| \| 1934 \| 5413 \| \| 1946 \| 5550 \| \| 1956 \| 6474 \| \| 1965 \| 5876 \| \| 1975 \| 5660 \| \| 1985 \| 5189 \| \| 1992 \| 4632 \| \| 2001 \| 4018 \| \| 2011 \| 3226 \| \| 2021 \| 2394 \| |           |
| Година на преброяване | Численост |
| 1934 | 5413      |
| 1946 | 5550      |
| 1956 | 6474      |
| 1965 | 5876      |
| 1975 | 5660      |
| 1985 | 5189      |
| 1992 | 4632      |
| 2001 | 4018      |
| 2011 | 3226      |
| 2021 | 2394      |

Етническият състав през 2011 г. включва 3010 българи и 74 цигани.

## Религия
Градът е център на Кулска духовна околия към Видинска епархия на Българската православна църква.
В Кула има само храмове към БПЦ - църквата в центъра и гробищният храм.
Основната църква е „Свети апостоли Петър и Павел“. Строежът на храма започва през 1859 година, като сградата е завършена през 1864. Храмът е осветен на 29-ти юни 1865 година - празникът на светите апостоли Петър и Павел. Иконостасът е изработен през 1863-1864 година. Храмът е изографисан през 1902-1909 година. В навечерието на 150-тата годишнина на църквата, тя е ремонтирана, като чинът на обновление е извършен от митрополит Дометиан Видински на Петровден през 2014 година.
През 2015 година Общинският съвет на Кула обявява епископ Поликарп Белоградчишки, викарий на митрополит Дометиан, за почетен гражданин на града заради заслугите му за възраждане на духовния живот, докато е архиерейски наместник на Кулската духовна околия.
През 2021 година е построен вторият храм в Кула - „Възкресение Лазарово“, който се намира в гробищния парк в града. Храмът е осветен от митрополит Даниил Видински.

## Политика
- 2011 – Владимир Владимиров (ГЕРБ) печели на втори тур с 56% срещу Андрей Андреев (БСП).
- 2007 – Марко Петров (БСП) печели на първи тур с 62% срещу Пеко Пеков (Коалиция „Възраждане“).
- 2003 – Марко Петров (БСП) печели на първи тур с 51% срещу Пеко Пеков (СДС).
- 1999 – Пеко Пеков (ОДС – СДС, БЗНС, Народен съюз) печели на втори тур с 52% срещу Марко Петров (БСП).
- 1995 – Ваньо Иванов (Предизборна коалиция БСП, БЗНС Александър Стамболийски, ПК Екогласност) печели на втори тур с 53% срещу Цанко Нинков (Коалиция СДС, Народен съюз).

## Икономика
Голям брой от населението на Кула работи в завода „Кула ринг“ – предприятие за преработка на каучук и пластмаси, произвеждащо гумени транспортни ленти и профили.

### Музеи
В центъра на града, в непосредствена близост до останките от крепостта Кастра Мартис, е разположен музей, в който са съхранени оръдия на труда, битови предмети от късноримската епоха, намерени край крепостта, както и умален макет на самата крепост. Към днешна дата (20 януари 2014 г.) музеят не работи. Основната и по-ценна част от музейната експозиция е била открадната, а всичко останало е занесено във Видинския музей и не е експонирано, а заключено и скрито в чували.

## Редовни събития
- От 1920-те всяко лято през август се провежда Кулският панаир.
- 19 август – Ден на града. Обявен с решение на Общинския съвет през 1919 г.

## Известни личности
Родени в Кула
- Стоян Брънчев (1860 – 1940), лесовъд, академик
- Найден Войнов (1895 – 1982), шахматист
- Александър Поплилов (1916 – 2001), художник
- Йордан Вълчев (1924 – 1998), писател
- Димитър Попов (1927 – 2015), министър-председател на 78-ото правителство, юрист и политик
- Михаил Миков (р. 1960), председател на XLII народно събрание, политик

Други
- Панайот Хитов, околийски началник в Кула (1881 – 1885)[16]